# Кондратьев, Георгий Петрович
Гео́ргий Петро́вич Кондра́тьев (бел. Гео́ргій Пятро́віч Кандра́цьеў; род. 7 января 1960, Любаничи, Витебская область) — советский и белорусский футболист; тренер. В прошлом нападающий минского «Динамо» и главный тренер сборной Беларуси (2011—2014 и с 2021). Мастер спорта СССР. Заслуженный тренер Республики Беларусь (2012).

## Биография
В детстве занимался многими видами спорта сразу: участвовал в районных соревнованиях по лёгкой атлетике. Поступив в Витебский техникум физкультуры, стал серьёзно заниматься футболом. Первый тренер — А. С. Осташенко.
В это же время принят в группу подготовки витебской «Двины», через некоторое время стал выступать в этой команде за основной состав во 2-й лиге союзного первенства по футболу. За 2 сезона в команде проявил себя как бомбардир — в каждом из 2-х сезонов (1978 и 1979) забивал по 11 мячей.
В 1980 году приглашён в «Динамо» (Минск). Поскольку в команде был дефицит форвардов, почти сразу заиграл в основе — в первом сезоне провёл 11 игр. Свой первый гол за команду провёл в ворота одесского «Черноморца» 26 июня 1980 года. Развить успех молодому форварду в том сезоне не удалось.
Следующий сезон провёл в дубле в июне — июле играл за брестское «Динамо», одновременно и военнослужащим. В конце года был возвращён в Минск. После этого стал основным игрок минчан, стал в их составе чемпионом СССР. Был капитаном команды один сезон.
С 1984 году стал привлекаться к играм за сборную СССР. Провёл 14 игр, в пяти выходил в стартовом составе, забил 4 мяча. Карьера в сборной завершилась сразу после снятия с должности главного тренера сборной Эдуарда Малофеева летом 1986 года.
В сезоне-1988, после возвращения в Минск Малофеева, играл нестабильно, забил всего один гол. В итоге Малофеев отчислил Кондратьева из «Динамо».
В 1989 году переехал в Одессу, где провёл два сезона за «Черноморец». Стал обладателем Кубка Федерации СССР 1990 года. В 1991 году, рассчитывая на помощь в зарубежном трудоустройстве, переехал в Москву играть за «Локомотив». Во второй половине 1991 года три месяца играл за «Санкт-Пёльтен», у которого «сломался» основной форвард. По возвращении в строй нападающего Кондратьев уехал домой.
В 1992 году провёл три игры за финский клуб 2-й лиги «КеПС» из города Кеми.
В 1992 также играл за молодечненский «Металлург», а в стартовом матче чемпионата Беларуси 1992/93 ударил судью и получил дисквалификацию на 15 игр. В 1993 году переехал на Украину, где вместе с экс-динамовцем Сергеем Гомоновым выступал за «Темп» (Шепетовка).
В 1993 году играл в Оберлиге «Юг» за «Висмут» из Геры. После 5 игр уехал домой делать визу, но оформить её в срок не успел. В клубе отказались платить футболисту зарплату за опоздание, и Кондратьев снова вернулся домой.
Четыре года играл в Финляндии за команду КаИК из Каскинена вместе с Юрием Желудковым и Валерием Олейником.

## Тренерская карьера
Окончил БГОИФК (1986). В 2003 году поступил в ВШТ. Окончил её в 2004. 12 декабря 2010 года в Москве окончил 240-часовое обучение в ВШТ на тренерских курсах и получил лицензию Pro.
Тренерскую работу начал в 1998 году в качестве второго тренера мозырской «Славии», где заканчивал карьеру игрока. В 2000—2002 годах работал вторым тренером минского «Динамо», причём с июля по октябрь 2001 года исполнял обязанности главного тренера. Работал главным тренером витебского «Локомотива» (2003—2004) и «Сморгони» (2005—2008).
С 2009 года работал с молодёжной сборной Беларуси (до этого 2 цикла работал в ней ассистентом и исполняющим обязанности главного тренера (2006—2009)), с которой стал бронзовым призёром чемпионата Европы и завоевал путёвку на Олимпийские игры 2012.
8 декабря 2011 года возглавил национальную сборную Беларуси, сменив на этом посту немецкого специалиста Бернда Штанге. 13 октября 2014 года подал в отставку.
В ноябре 2015 года возглавил футбольный клуб «Минск», в котором проработал на протяжении двух полных сезонов.
В январе 2018 года возглавил бобруйскую «Белшину». В октябре 2018 года покинул пост главного тренера за три тура до конца турнира.
В январе 2019 года пополнил тренерский штаб гродненского «Немана», который возглавлял Игорь Ковалевич. В феврале стал помощником Михаила Мархеля в молодёжной сборной Беларуси. В июне 2019 года покинул «Неман» и вошёл в тренерский штаб национальной сборной, которую возглавил Мархель. В апреле 2021 года был назначен исполняющим обязанности главного тренера национальной команды после отставки Мархеля, а в июле того же года утверждён в должности. В июне 2023 года был уволен с поста главного тренера национальной сборной.

## Достижения
В качестве игрока

### Командные
Футбол
- «Динамо» (Минск)
  - Чемпион СССР: 1982
  - Бронзовый призёр чемпионата СССР: 1983
  - Финалист Кубка СССР: 1986/87
- «Черноморец» (Одесса)
  - Обладатель Кубка Федерации СССР по футболу 1990

Мини-футбол
- Серебряный призёр чемпионата Беларуси: 1994/95, 1998/99
- Обладатель Кубка Беларуси: 1996
- Финалист Кубка Беларуси: 1995, 1999

### Личные
Футбол
- Член клуба Григория Федотова: 115 голов
- Дважды включался в список 33 лучших футболистов сезона в СССР: 1985, 1987

В качестве тренера
Футбол
- Беларусь (до 21)
  - Бронзовый призёр молодёжного чемпионата Европы 2011
  - Лучший тренер Беларуси 2011